# 王濬
王 濬（おう しゅん、拼音：Wáng Jùn）は、中国三国時代から西晋にかけての人物。魏・西晋に仕えた。字は士治。司隸弘農郡湖県（現在の河南省三門峡市霊宝市）の出身。妻は徐邈の娘。

## 生涯
代々2千石の家柄で、若い頃から経籍に精通し、また容姿に優れていたが、名声を求める行ないをしなかったため、郷里の有力者達から評価されなかった。後に意を改めて大志を抱き、司隸から招聘され河東従事となった。当時の司隷校尉が徐邈であり、王濬は徐邈から娘を妻として貰い受けることを許された。
羊祜の参軍事となり、羊祜に優待された。羊祜の甥の羊曁が王濬のことを「志は大きいが奢侈で節義が無いので、専任すべきではありません」と進言したが、羊祜は王濬の才腕が必要だと考えたため取り合わなかった。
益州の巴郡太守・広漢太守に昇進し、当地の兵役を緩め恵みをもたらしたため、郡民に喜ばれた。刺史の皇甫晏が張弘の乱によって殺害されると、代わって刺史となり張弘を誅殺し、その後も蛮夷を懐柔して多数を帰属させた。この功績で宮廷に入り、右衛将軍、さらに大司農となった。しかし、王濬を奇略の持ち主と知る羊祜は、密かに上表して再び彼を益州刺史とさせた。王濬は蜀漢の旧臣である何攀を重用し、羊祜とも連絡を取り合い呉討伐の協議を進めた。詔勅が下ると、呉を討伐するための大船団の建造を開始した。咸寧3年（277年）には、益州で五斗米道の一派を率いていた陳瑞を「不孝」であるとして誅殺し、巴郡太守の唐定をはじめ、配下の中で入信した者達を免官にした。また当時、山川を祀った祠には松柏が植えられていたが、王濬はこれを「非礼」であるとして破壊・焼却し、松柏を船建造の材料として押収した。しかしそれでも資材が足りなくなると、何攀の進言で墳墓に植えられた松柏を市場で買い取ったという。その後、詔勅により屯田兵600人を建造に動員し、工事を急がせた。さらに、呉討伐慎重派によって却下されるリスクを恐れたため、何攀の進言で休養中の兵士1万人を勝手に動員した。こうした突貫工事の結果、長江上流では建造の過程で発生した無数の木屑が流れ、川幅何キロもある長江の河の色が変わるほどであったという。
咸寧5年（279年）、龍驤将軍・監梁益二州諸軍事として、長江を下り呉に侵攻した。王濬は各地で呉軍を破り、西陵・武昌を瞬く間に攻略した。王濬の旗船である大型の楼船を見た者は、「全長が120歩あり、二千人以上が乗船し、まさに木で造られた城のようである。櫓が立ち、四つの城門がついており、甲板では馬を走らせることができる。さらに船首には鳥の頭や怪獣の絵を描き、川の神への魔よけとしている。これほどの船は、過去に見たことがない」と言い、その壮大さに驚愕したという。
呉軍は王濬の船の進攻を阻むため、長江沿いの要害を選んで大きな鎖を渡した。さらに先の尖った鉄製の大きな障害物を造り、川の浅瀬に沈めることで、船がぶつかって壊れるよう仕組んだ。王濬はこれに対し、配下に命じて全体が100歩余りの大きな筏を作らせ、泳ぎの達者な者をそれに乗せて先行させ、大きな鉄製の障害物を引き摺って退けさせた。さらに巨大な松明を作ってそれに油を注ぎ、炎で鉄の鎖を溶かせ断ち切らせた。これにより軍船が進めるようになった。
翌太康元年（280年）2月、戦地で仮節・平東将軍・都督梁益二州諸軍事に昇進して、建業へ迫った。
この時、先んじて建業近郊に到着して呉の中軍を破り、張悌を斬るという活躍をしていた王渾は、王濬に対してしばらく前進を待つように軍令を出した。しかし、王濬は船の帆を指して「風向きに利がある。泊まることは得策でない」と勝手に前進し、孫晧を降伏させた。王濬に続き建業に入ることになった王渾は、これを甚だ遺恨に思い、司馬炎（武帝）に対し王濬を弾劾上表した。王渾がさらに王濬を攻撃しようとしたので、王濬は何攀の進言で孫晧の身柄を王渾に引き渡し、その場を収めた。王濬は征伐の大功によって罪は免れたが、このために王渾との不和が以後長期に亘り続くことになった。王濬は自分の功績の大きさを誇っていたため、よく不満を口にし暴言を吐くこともあった。しかし司馬炎はそれを大目に見ていた。益州護軍の范通は、王濬に対し「平呉のことを言ってはなりません。もし人に問われたら『聖主（である司馬炎）の徳や、諸々の将軍の功績による物で、老夫（たる王濬）の功績ではありません』と、答えるべきです。かつて藺生が廉頗を屈服させたことがありましたが、（廉頗と同じように）王渾は自らを愧じているのです」と諫めた。王濬は鄧艾の二の舞になることを恐れ、それ以降不満を言わなくなったという。
呉を滅ぼした功績により、輔国大将軍・歩兵校尉となったが、秦秀（秦朗の子）らは王濬の功績に対し、かえって降格人事を行なったのではないかと批判した。最終的には、撫軍大将軍・開府儀同三司・特進・散騎常侍にまで昇り、襄陽侯に封じられた。
太康6年12月庚寅（286年1月18日）、死去した。享年80。諡は武侯とされ、柏谷山に葬られた。その垣根は周囲45里で四面に門を備え、松柏が生い茂ったといわれる。
唐の史館が選んだ中国六十四名将に選ばれている（武廟六十四将）。